# 全球碳計劃

全球二氧化碳排放量，1800年至2007年

全球碳計劃（Global Carbon Project，GCP）是一个專門負責量化、關注全球温室气体排放及找出排放原因的组织。 該組織成立于2001年，其项目涵蓋三种主要温室气体——二氧化碳、甲烷、一氧化二氮。該組織還會預測三大氣體未來一年的排放量。